# Zimnica (Białoruś)
Zimnica (biał. Зімніца; ros. Зимница) – wieś na Białorusi, w obwodzie mohylewskim, w rejonie mohylewskim, w sielsowiecie Padhorje.
Obok wsi znajduje się węzeł drogi magistralnej M8 z drogą republikańską R71.